# Gli uccelli II
Gli uccelli II (The Birds II: Land's End) è un film per la televisione del 1994 diretto da Rick Rosenthal. È il sequel del classico di Alfred Hitchcock, ispirata al romanzo di Daphne Du Maurier.

## Trama
La famiglia Hocken, una coppia con due figlie piccole, si trasferisce nella calma e pacifica Gull Island per poter in questo modo superare la morte del figlio maschio avvenuta da poco. La tranquillità è solo apparente, molto presto gli uccelli iniziano a comportarsi in maniera strana, formando stormi sempre più numerosi mentre etologi e naturalisti non sanno dare una spiegazione a questi fatti, fino a quando non ricordano un fatto simile accaduto molti anni prima a Bodega Bay.